# Aeroportul Bedourie
Aeroportul Bedourie (IATA: BEU, ICAO: YBIE) este un aeroport din Queensland, Australia.
Situat la o altitudine de 91 m, aeroportul dispune de o singură pistă. Este operat de Shire of Diamantina⁠(d).